# Tolosa (Toulouse)
Pour les articles homonymes, voir Tolosa.
Tolosa est le nom de la métropole (civitas) du peuple gaulois des Volques Tectosages, fondée vers le IIIe siècle av. J.-C., devenue colonie romaine après la conquête de la Narbonnaise à la fin du IIe siècle av. J.-C. Plusieurs sites sont occupés par les populations tectosages dans la boucle de la Garonne, mais il semble que ce soit le site de Vieille-Toulouse qui soit le plus important. Vers 10 av. J.-C. cependant, les Romains déplacent les populations dans la plaine, sur le site de l'actuel centre-ville de Toulouse.
La nouvelle ville gallo-romaine de Tolosa devient une des plus vastes de la Gaule romaine, au cœur d'un riche terroir, et elle connaît un important développement au Ier siècle, comme en témoignent son enceinte de prestige et les nombreux bâtiments publics — forum, aqueducs, thermes — et religieux qui y sont construits. La campagne toulousaine s'orne également de bâtiments de prestige, comme l'ensemble monumental du site d'Ancely, à l'ouest de la ville gallo-romaine.
La ville médiévale et moderne s'étant développé sur le site même de la ville gallo-romaine, la plupart des vestiges ont disparu. Les fouilles menées depuis le XVIIIe siècle ont permis de réévaluer l'importance de la Tolosa gauloise et romaine.

## Origine du nom
Le nom Tolosa apparaît dans des écrits antiques mais pas antérieurs au IIe siècle av. J.-C. (Τολώσσα en grec par Posidonios et Strabon, Tolosa en latin par Cicéron, César, Pline, etc.). Son origine reste cependant incertaine. La plupart des linguistes le considèrent cependant comme pré-latin, peut-être ibère.

## Histoire

### La cité des Tolosates

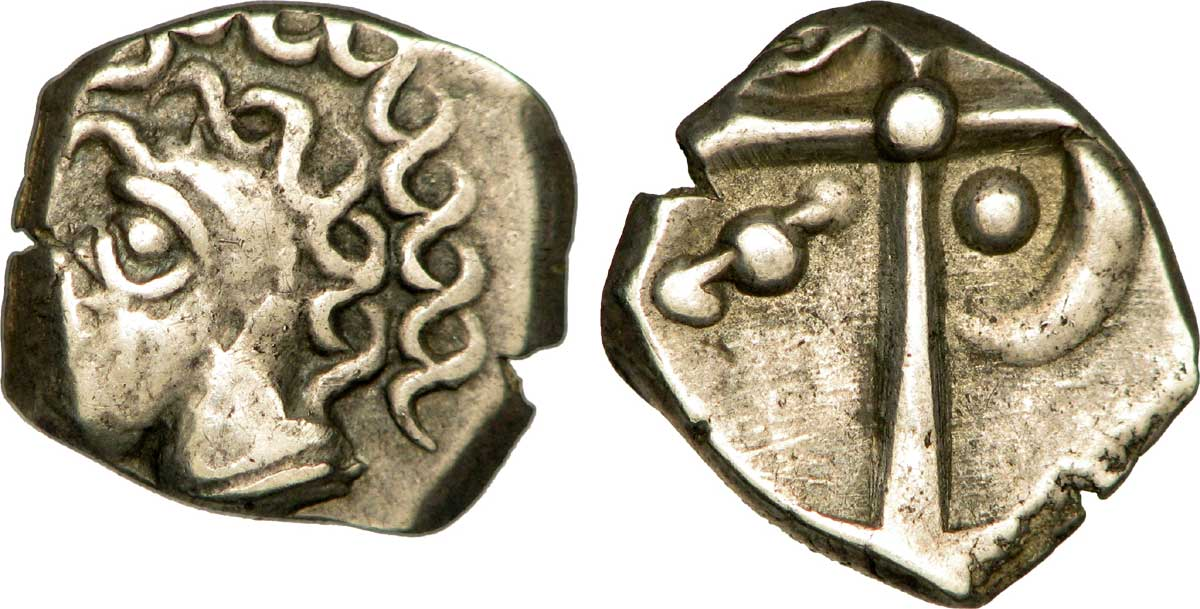
Drachme frappé par les Tolosates..

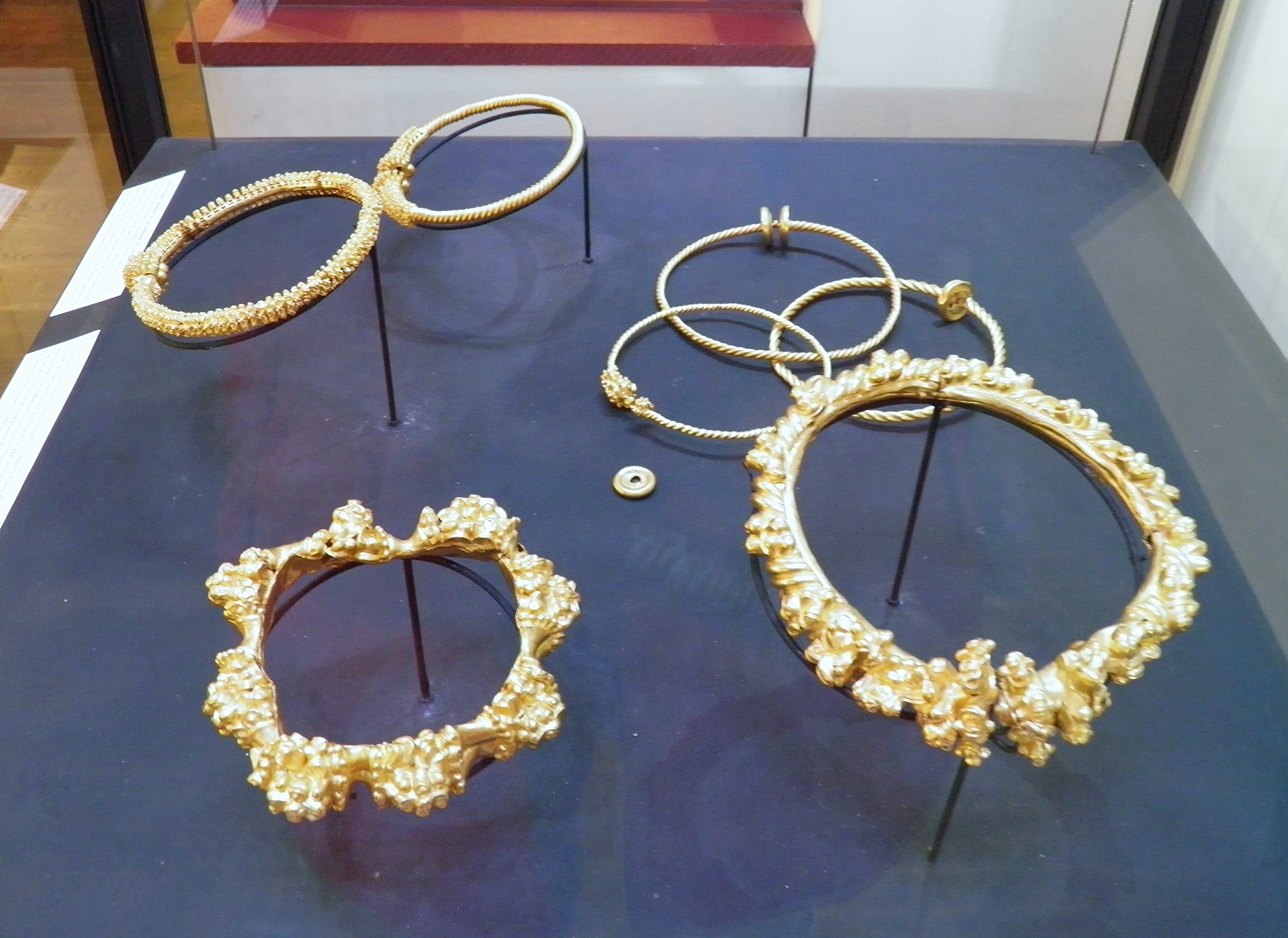
Cinq torques gaulois (musée Saint-Raymond).

Le peuple des Tolosates, fraction du peuple celte des Volques Tectosages, s'établit au IIIe siècle av. J.-C. dans le sud de la Gaule, particulièrement dans la boucle de la Garonne. Les implantations principales se trouvent sur les hauteurs de la rive droite du fleuve, autour de plusieurs oppida. Parmi ceux-ci, le site de Vieille-Toulouse serait le centre politique des Tolosates, à en juger par l'importance des vestiges découverts, qui indiquent l'existence d'une agglomération fortifiée de 140 hectares, peuplée d'environ 5 000 habitants. L’agglomération, créée sur un terrain vierge vers 200 av. J.-C., possède un plan régulier, constitué d'îlots définis par le croisement de rues. Au centre devait se trouver un complexe religieux.
Un deuxième site est également connu dans la plaine, au pied de Pech David, près de l'actuel Férétra et qui s'étend peut-être jusqu'aux coteaux de Guilheméry, formant un vaste ensemble d'une centaine d'hectares : dans tous les cas, l'habitat semble relativement lâche et peu structuré. On trouve sur ces sites les traces d'une occupation d’artisans avec la présence d'ateliers : fours de potiers, fosses de travail du métal.
Dès cette époque, les Volques Tectosages tirent profit de la situation de carrefour de l'axe nord-sud des Pyrénées au Massif central, et l'axe est-ouest entre la mer Méditerranée à l'océan Atlantique. Les céramiques à peinture graffitée du centre de la Gaule, les amphores massaliotes, les vases étrusques en bucchero nero et les vases attiques à figures noires et rouges attestent de l'ampleur du commerce qui se fait à Tolosa. Autour de la ville, plusieurs fermes, protégées par des enclos fossoyés, produisent des denrées alimentaires (céréales, viandes) et fabriquent des productions artisanales (peaux).

### La conquête romaine
Vers 121 av. J.-C., les Romains organisent la Provincia romana, leur nouvelle province entre les Alpes et les Pyrénées. En 118 av. J.-C., le général Cnaeus Domitius Ahenobarbus fonde la colonie de Narbo Martius, peuplée de vétérans, confirmant la volonté des Romains de peupler le pays et de l'organiser. Cette colonie, port important sur la mer Méditerranée protégé au fond d'une baie naturelle, est reliée aux axes commerciaux qui longent la mer Méditerranée et la relient à l'océan Atlantique. Vers la même époque, le général romain conclut un traité avec les Volques Tectosages qui obtiennent le statut de peuple fédéré, préservant leur indépendance, mais devant accepter la présence d'une garnison romaine. Celle-ci s'installe dans un castellum à proximité de la Garonne, probablement sur le site de l'actuelle place Auguste-Lafourcade.
En 109 av. J.-C., les peuples germaniques des Cimbres et des Teutons envahissent la Gaule. En 107 av. J.-C., leurs alliés Tigurins écrasent l'armée romaine du consul Lucius Cassius Longinus à la bataille d'Agen, au nord du territoire des Tectosages, qui en profitent pour chasser la garnison romaine de Tolosa. En représailles, l'année suivante, la ville est conquise par traitrise et pillée par le consul Cépion (Quintus Servilius Caepio). D'après Strabon, le butin est exceptionnel : 150 000 livres en barre d'or et 100 000 livres en barre d'argent composent le trésor ou « or de Toulouse ».
À partir de cette date, la cité des Volques Tectosages est intégrée à la province romaine de Gaule transalpine et la ville de Tolosa est administrée par les autorités romaines. La garnison est renforcée et on donne des terres aux vétérans romains, afin de favoriser l'implantation de soldats fidèles. Le site de peuplement autour du Férétra est également abandonné vers l'an 80 av. J.-C. Dès lors, la Tolosa des années 70 av. J.-C. se développe. Elle joue le rôle d'un poste militaire avancé face aux menaces des peuples aquitains au-delà de la Garonne, particulièrement les Ausques et les Convènes. Elle est aussi un carrefour commercial important, particulièrement pour les échanges de vins italiens, grecs et espagnols, qui sont acheminés jusqu'à Burdigala, mais aussi l'Ariège et le Massif central. Pendant la guerre des Gaules, les Tolosates sont de fidèles alliés de Jules César et, en 52 av. J.-C., ils refusent de se joindre à la révolte gauloise menée par le chef arverne Vercingétorix.

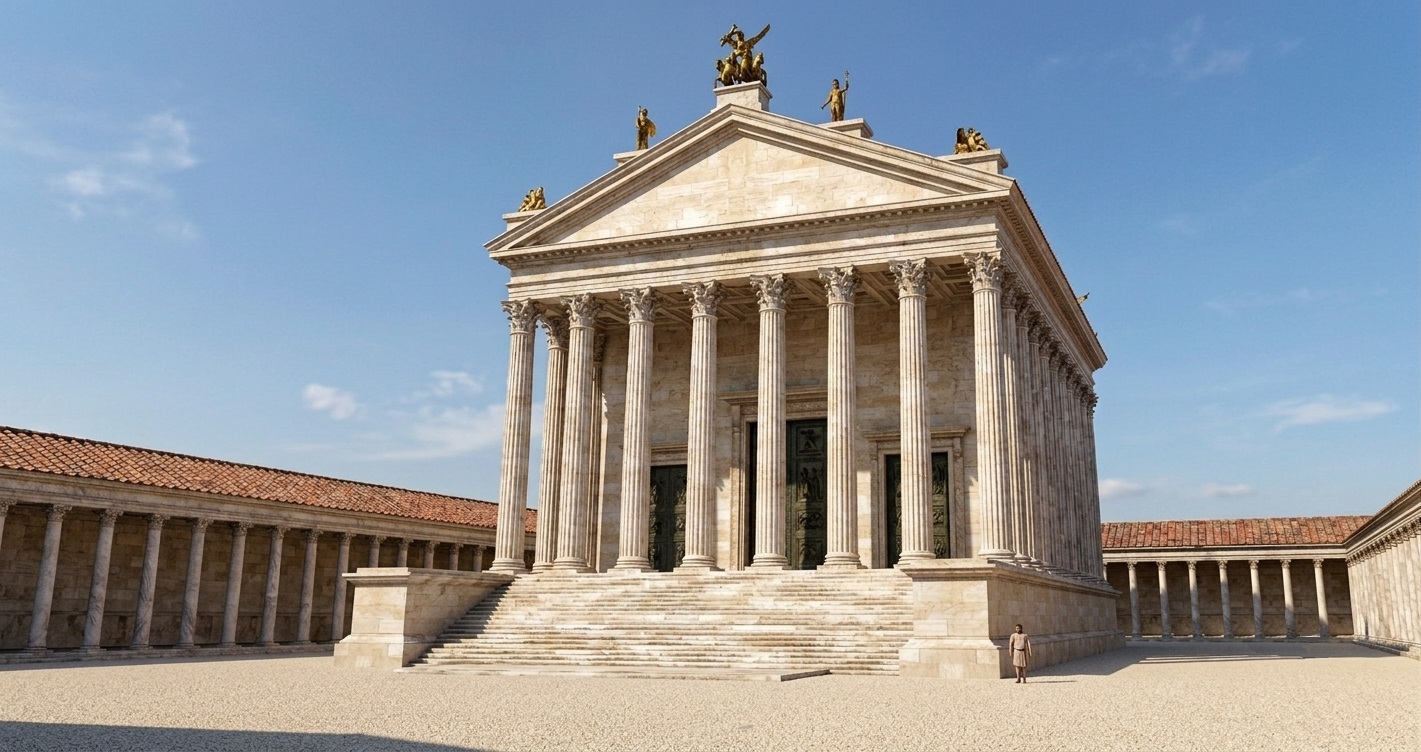
Restitution du temple du Capitole de Toulouse, au centre du forum, dans l'Antiquité romaine.

La romanisation des habitants de Tolosa se poursuit. Ils obtiennent un statut privilégié, avec l'acquisition du droit latin pour ses habitants, dont une partie des droits civils, politiques et militaires attachés à la citoyenneté romaine sont reconnus. Vers l'an 50 av. J.-C., le site de Vieille-Toulouse se transforme, avec de nombreux bâtiments construits en brique et l'érection de nouvelles infrastructures publiques, comme des rues pourvues de caniveaux, un bassin monumental et des temples. On trouve également un grand nombre de produits importés de l'espace méditerranéen. Entre 27 et 18 av. J.-C., à la suite des réformes administratives de l'empereur Auguste, Tolosa est intégrée à la province de Narbonnaise, administrée depuis Narbo Martius par un proconsul. Tolosa est quant à elle le chef-lieu de la cité des Tectosages (civitas Tectosagium en latin). Dans le même temps, vers l'an 10 av. J.-C., la population est forcée d'abandonner le site principal de Vieille-Toulouse et déplacée dans la plaine, à proximité du castellum romain, sur le site actuel de la ville.

### Expansion et apogée

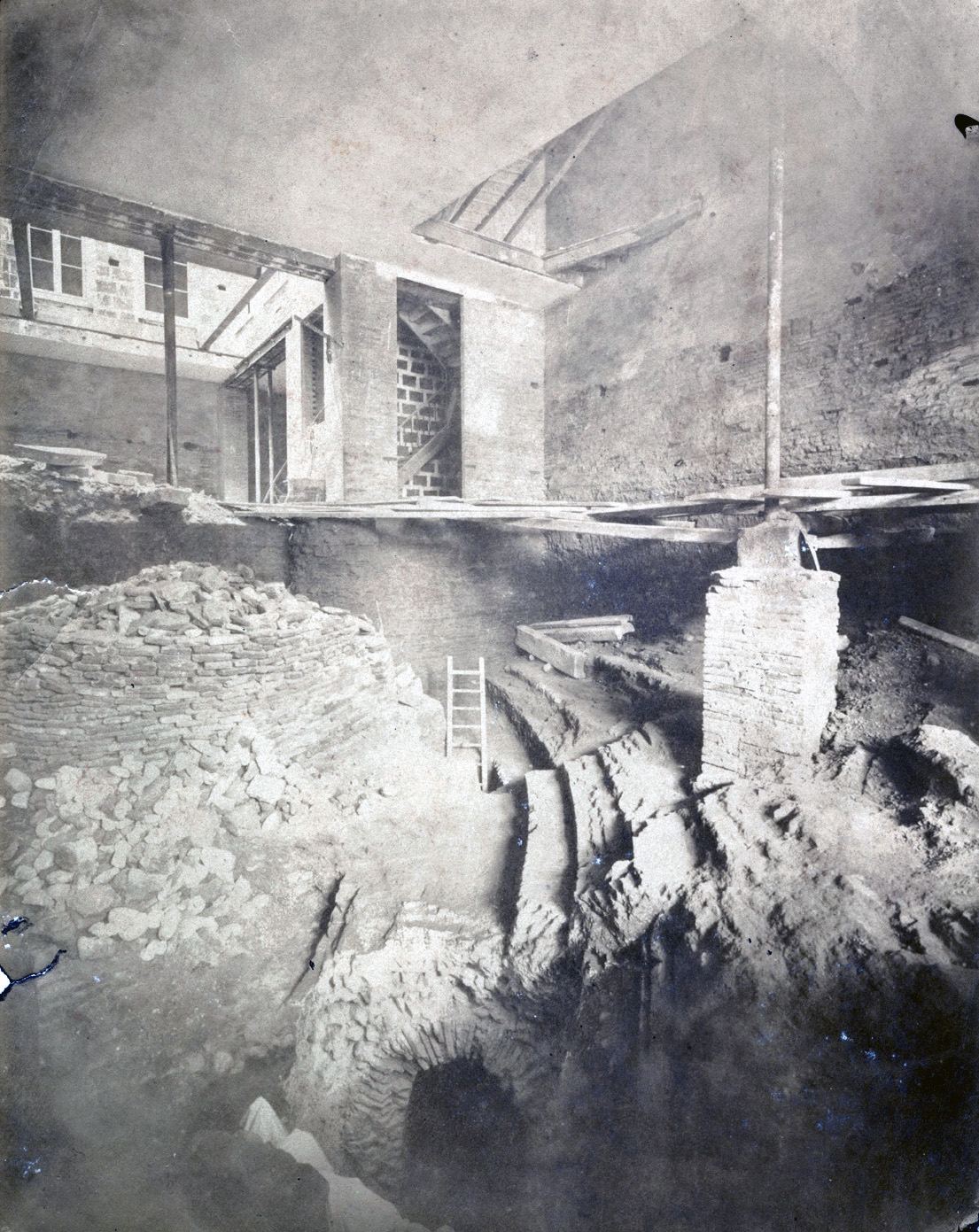
Gradins du théâtre antique découverts sous le n°1 de la rue de Metz, entre 1869 et 1871, lors des travaux réalisés par Jacques-Jean Esquié.

La « ville nouvelle » de Tolosa est délimitée par la place du Capitole au nord, la place du Salin au sud, la Garonne à l'ouest. Dans les années 20-30, un rempart, long de trois kilomètres, est bâti afin de souligner la prospérité de la nouvelle colonie romaine. Il enferme une superficie de 90 ha et s’ouvre sur la Garonne. Constitué de briques et de moellons tirés des carrières de calcaire antiques de Pédégas à Belbèze-en-Comminges, le rempart romain a 12 m de hauteur et 2 m d'épaisseur.
Puis les Romains mettent en place les axes de communications principales : le cardo et le decumanus se croisent sur la place Esquirol où se trouve le forum et le capitolium antique. Ils construisent aussi un théâtre (actuelle place du Pont-Neuf), un temple (actuelle place Esquirol) et un amphithéâtre à Ancely-Purpan. Un réseau d'égouts permet d'évacuer les eaux usées tandis qu'un aqueduc alimente la ville en eau potable depuis les sources de Lardenne et du Mirail jusqu'au château d'eau situé au point culminant de la cité (actuelle place Rouaix).
Dans les premières années du Ier siècle, la nouvelle Tolosa connaît un fort développement. Ainsi, en quelques dizaines d'années, la ville est dotée de tous les équipements qui font le confort et le prestige des villes nouvelles romaines. Elle connaît aussi une forte croissance démographique, atteignant 20 000 habitants. Dans les faubourgs de la ville se développent des nécropoles. Dans les campagnes proches de Tolosa, les exploitations rurales mettent en valeur le territoire. Sur le site d'Ancely, on édifie des équipements de loisirs (amphithéâtre, thermes) à destination des populations rurales.
La ville est alors dirigée par des aristocrates en toge dont les noms ont été romanisés et dont les membres bénéficient de la citoyenneté romaine. Quatre magistrats municipaux, les quattuorviri, et un petit sénat, la curia, exercent leur autorité sur tout le territoire de la cité des Volques Tectosages. Un groupe dominant de colons romains exerce également une influence sur la vie locale. À la fin Ier siècle (ou peut-être au début du IIe siècle), Tolosa obtient le titre de colonie romaine, ce qui donne à ses habitants le droit romain. Quintus Trebellius Rufus est un exemple de ces élites toulousaines romanisées au Ier siècle : haut fonctionnaire formé à Tolosa, citoyen et chevalier romain, il préside la confrérie des prêtres de Caecina, un culte local, mais aussi sénateur et flamine du culte impérial. Il quitte ensuite Tolosa pour Rome, où il exerce des fonctions sacerdotales, puis Athènes, où il est élu archonte éponyme en 86-87.

#### Palladia Tolosa: Toulouse, cité de Pallas
Dès la fin du Ier siècle, le poète Martial évoque Toulouse sous le nom de Palladia Tolosa (Toulouse palladienne). Cet épithète honorifique, repris plus tard par Ausone et Sidoine Apollinaire, pourrait avoir été attribué à la ville par l'empereur Domitien, possiblement pour honorer l'ancien sénateur et chef de guerre Marcus Antonius Primus, revenu passer ses vieux jours à Toulouse dont il était originaire. Le titre semble également contemporain de l'obtention du statut de cité romaine et de la construction de l'enceinte honorifique, ce qui pourrait signifier que la ville a bénéficié des largesses de cet empereur fervent de la déesse Pallas, dans des circonstances tombées dans l'oubli du fait de la Damnatio memoriae l'ayant frappé à sa mort,.

### Période tardo-antique
Au IIIe siècle, l'empire romain est marqué par une grave crise économique associée à une grande instabilité politique. Le rempart, simple instrument de prestige de la ville, devient un outil de défense. Il est complété à l'ouest par un nouveau rempart, le long de la Garonnette, bras secondaire de la Garonne. Relativement protégée, Tolosa échappe aux pillages de bandes armées de Francs en 260. On constate également de nombreux remaniements dans l’urbanisme. Son importance ne se dément cependant pas. En 333, l'anonyme de Bordeaux sur la route de Jérusalem s'y arrête et note cette étape : Civitas Tholosa.
Dans le même temps, une communauté chrétienne se constitue autour de Saturnin, premier évêque de Tolosa. En 250, refusant le culte romain, il est condamné à être attaché au jarret d'un taureau. D'après la légende du saint, il aurait été entraîné par la bête depuis le forum vers l'extérieur de la ville jusqu'à ce que la corde se rompe. C'est après avoir franchi les remparts de la ville par la porte du Bélier (emplacement de l'actuelle place du Capitole), qu'elle se casse dans la campagne environnante (emplacement, selon la tradition locale, de l'église Notre-Dame du Taur). Deux sœurs, les « saintes puelles » (puellae, « jeunes filles » en latin) s'occupent d'ensevelir le corps de Saturnin à l'endroit où il est tombé,,.
Le christianisme prend son essor avec les évêques Silve, puis Exupère, qui font construire à l'extérieur des remparts un oratoire pour abriter le corps de Saturnin en 403. À la suite des édits impériaux qui interdisent la pratique des religions traditionnelles, les temples païens de la ville sont abandonnés. À l'est de la ville, près de la porte est, une église épiscopale est érigée à l'est de la ville. Dans le même temps, l'église de la Daurade et l'église Saint-Pierre-des-Cuisines sortent aussi de terre.

### Le royaume des Wisigoths

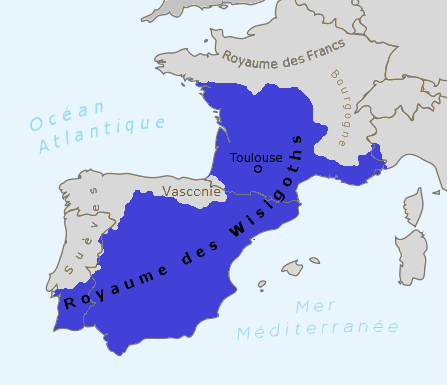
Le royaume wisigoth de Toulouse vers 500.

Les Wisigoths prennent la cité en 418. En 453, Théodoric II devient roi des Wisigoths et fait de Tolosa la capitale de son royaume. Les Wisigoths mettent en place de nouveaux bâtiments administratifs. En 1987, la destruction de l'ancien hôpital Larrey permet d'entreprendre des fouilles archéologiques, qui vont mettre au jour les anciennes fondations d'un édifice public à caractère monumental, parfois identifié comme le palais royal.
En 462, avec l'avènement d'Euric, le pouvoir wisigoth est plus violent et le roi veut imposer l'arianisme. Les catholiques sont persécutés et certains lieux de cultes détruits. Mais Clovis met fin à la domination wisigothe et à l'expansion de l'arianisme en 507. Cette date marque une rupture pour la ville de Tolosa, qui est en partie détruite, tandis que les campagnes voisines se dépeuplent. Coupée de Narbonne et de l'espace méditerranéen resté sous domination wisigothe, la ville est isolée des circuits commerciaux classiques. Les Francs font de la cité une ville militaire, rempart contre les ambitions du royaume wisigoth de Tolède, à l'est, et celles des seigneurs vascons, qui constituent une puissante principauté, à l'ouest. C'est la fin de la Tolosa antique.

## Urbanisme et architecture

### Organisation de la cité
Selon l'habitude romaine, l'organisation de Tolosa suivait un plan hippodamien grossièrement orienté selon les quatre points cardinaux. Le principal axe nord-sud, appelé cardo maximus, reliait les deux portes d'entrée de la ville, de l'actuelle place du Capitole au nord à la porte Narbonnaise au sud (actuelle place du Salin). Il suivait les actuelles rue Saint-Rome, rue des Changes, rue des Filatiers. Le principal axe est-ouest, appelé decumanus maximus, allait de la porte orientale de la ville (actuelle cathédrale Saint-Etienne) au théâtre situé en bord de Garonne (actuelle place du Pont Neuf). Il n'est plus visible dans la trame actuelle de la ville mais était quasiment parallèle à la rue de Metz, sur son côté sud. 
Au croisement de ces deux axes principaux se situait le forum, principal lieu de rencontre et d'échange de la cité. Il se trouvait en partie sous l'actuelle place Esquirol. Des cardo et des decumanus secondaires ont également été identifiés par lors de fouilles archéologiques. Le côté d'un îlot mesurait un peu plus d'une centaine de mètres.  
Autre lieu stratégique de la cité romaine, le château d'eau se trouvait au débouché de l'aqueduc franchissant la Garonne, immédiatement au sud du forum, qui est aussi le point le plus élevé de la cité (actuelle place Rouaix).

### Rempart
Construit vers 30 apr. J.-C. sa structure est typique des remparts du Haut-Empire : il est très long (3 km) et englobe une grande superficie (90 ha), comporte des portes monumentales, et une grande attention est portée au côté esthétique. Ainsi sa fonction première n'est pas militaire mais de prestige et d'apparat : il faut montrer la puissance de Rome mais aussi attester le statut envié et accordé de colonie romaine de Tolosa.
Bien que cela ne fût pas son but premier, ce rempart résiste à de nombreux envahisseurs au cours des siècles, et est toujours debout pour résister au siège des croisés de Simon de Montfort au XIIIe siècle.

### Forum
Le forum de Tolosa se trouve à l'emplacement de l'actuelle place Étienne-Esquirol, au croisement du cardo maximus (axe nord-sud) dont le tracé correspondait à la rue Saint-Rome, à la rue des Changes et à la rue des Filatiers, et du decumanus maximus (axe est-ouest). Il possède un plan rectangulaire, avec une largeur d'une centaine de mètres (dans la direction est-ouest) et une longueur inconnue, ses extrémités nord et sud étant entièrement enfouies sous les constructions actuelles. Il est constitué d'un vaste espace ouvert et clôturé de portiques, tandis que, en son centre, s'élève le Capitole, principal temple de la ville.

### Monuments

#### Temples

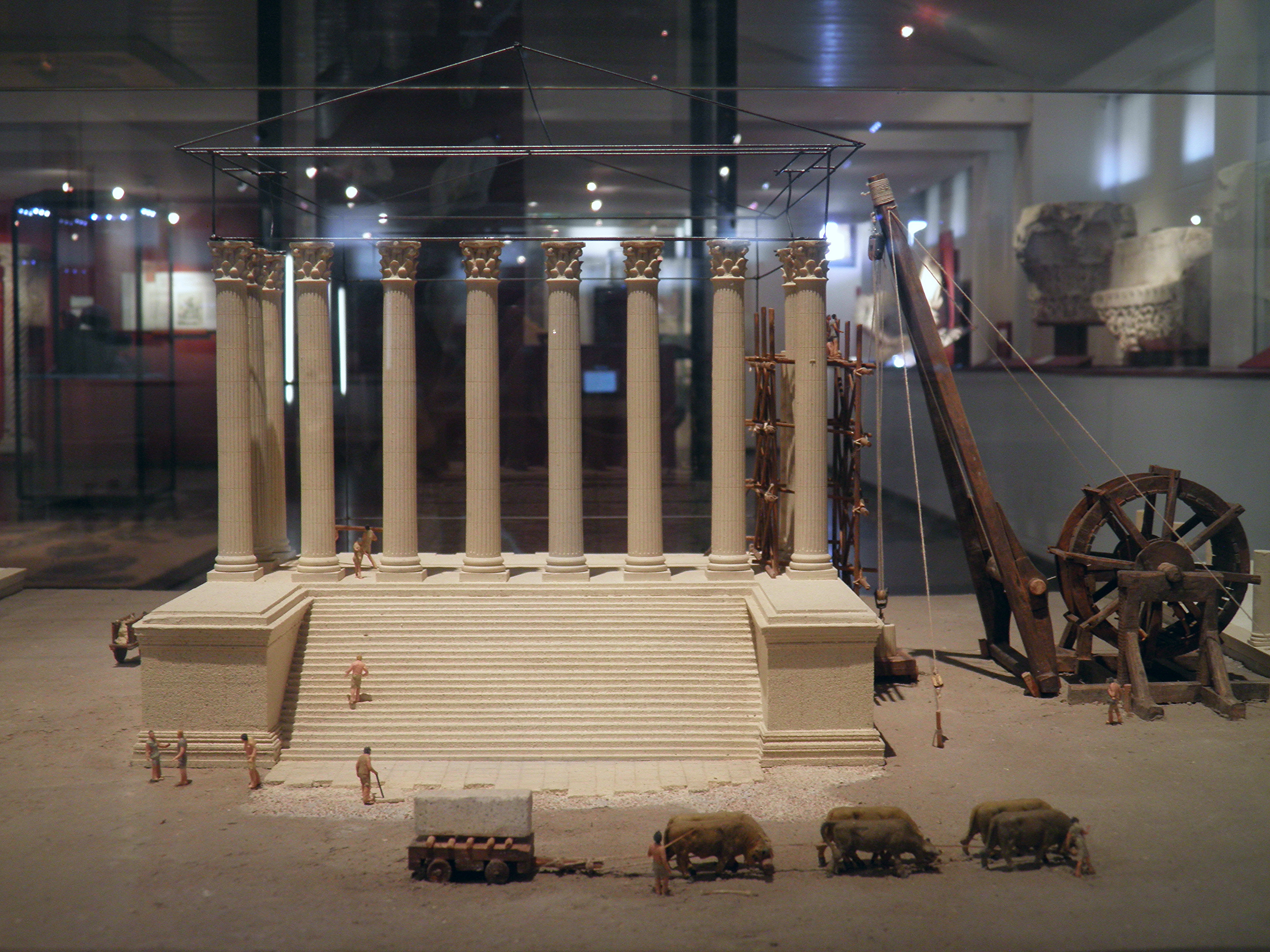
Maquette du temple du forum en construction (musée Saint-Raymond).

Le Capitole de Tolosa se situait au centre du forum de la cité. Il était vraisemblablement dédié à la triade capitoline, et était le plus grand temple de la ville avec une façade monumentale de 27 m de large rythmée par 8 colonnes de marbre, chacune d'une largeur de 1,5 m.

#### Théâtre
À l'extrémité occidentale du decumanus maximus, près de la Garonne, se trouvait un théâtre pouvant accueillir entre 5 000 et 8 000 spectateurs. L'hémicycle avait un diamètre d'une centaine de mètres, le mur de scène mesurait 94 m de long, l'orchestra environ 25 m.

#### Thermes
Plusieurs thermes étaient répartis dans la cité. La long de l'actuelle rue du Languedoc (ce qui correspond au sud du forum antique) ont été retrouvés les vestiges d'un établissement. Un autre se trouvait à l'est de la ville, dans l'actuel quartier Saint-Etienne.

#### Aqueducs et nymphée
Les archéologues ont retrouvé les traces de deux aqueducs liés à la Toulouse antique. 
Le premier date du Ier siècle et a été édifié en même temps que la cité romaine pour approvisionner les habitants en eau potable. Il se situait rive gauche où il collectait du sud vers le nord, sur une partie souterraine, les nombreuses sources des coteaux de Reynerie et de Lardenne. Ensuite, il obliquait vers l'est et devenait aérien sur plusieurs kilomètres avant de franchir la Garonne pour aboutir rive droite, au cœur de la cité, sur l'actuelle place Rouaix. Cet aqueduc perdure au Moyen Âge en perdant sa fonction première et il devient un simple pont connu sous le nom de Pont Vieux, longtemps le seul pont pour traverser la Garonne. Il est également connu localement comme étant le pont de la Reine Pédauque, personnage mythique du folklore toulousain. Les restes de certaines piles de l'aqueduc sont encore visibles au large de la prairie des Filtres lors des basses eaux de la Garonne.
Le second aqueduc se situait rive droite et était un ouvrage entièrement souterrain. Il partait du coteau de Guilheméry et arrivait dans le quartier Saint-Étienne qui constituait la partie est de la cité romaine. Au XVIe siècle, la nouvelle fontaine de la place Saint-Étienne est connectée à l'aqueduc. Ce dernier, dont le débit est irrégulier et insuffisant en été, est finalement abandonné au XIXe siècle. 

### Agglomération secondaire de Purpan-Ancely
Sur un plateau dominant la confluence du Touch et de la Garonne se trouvait une agglomération secondaire à 3 km de Tolosa, a priori dédiée aux loisirs et aux cultes. Sur 50 hectares se concentrent un amphithéâtre, de grands thermes, un ou plusieurs temples, des tavernes et commerces. Le site s'étendait le long d'une rue principale d'environ 800 m de long, depuis l'amphithéâtre au sud jusqu'au temple de Saint-Michel-du-Touch au nord. Les visiteurs étaient la population rurale de la rive gauche de la Garonne, mais aussi les citoyens de Tolosa. 

#### Amphithéâtre d'Ancely

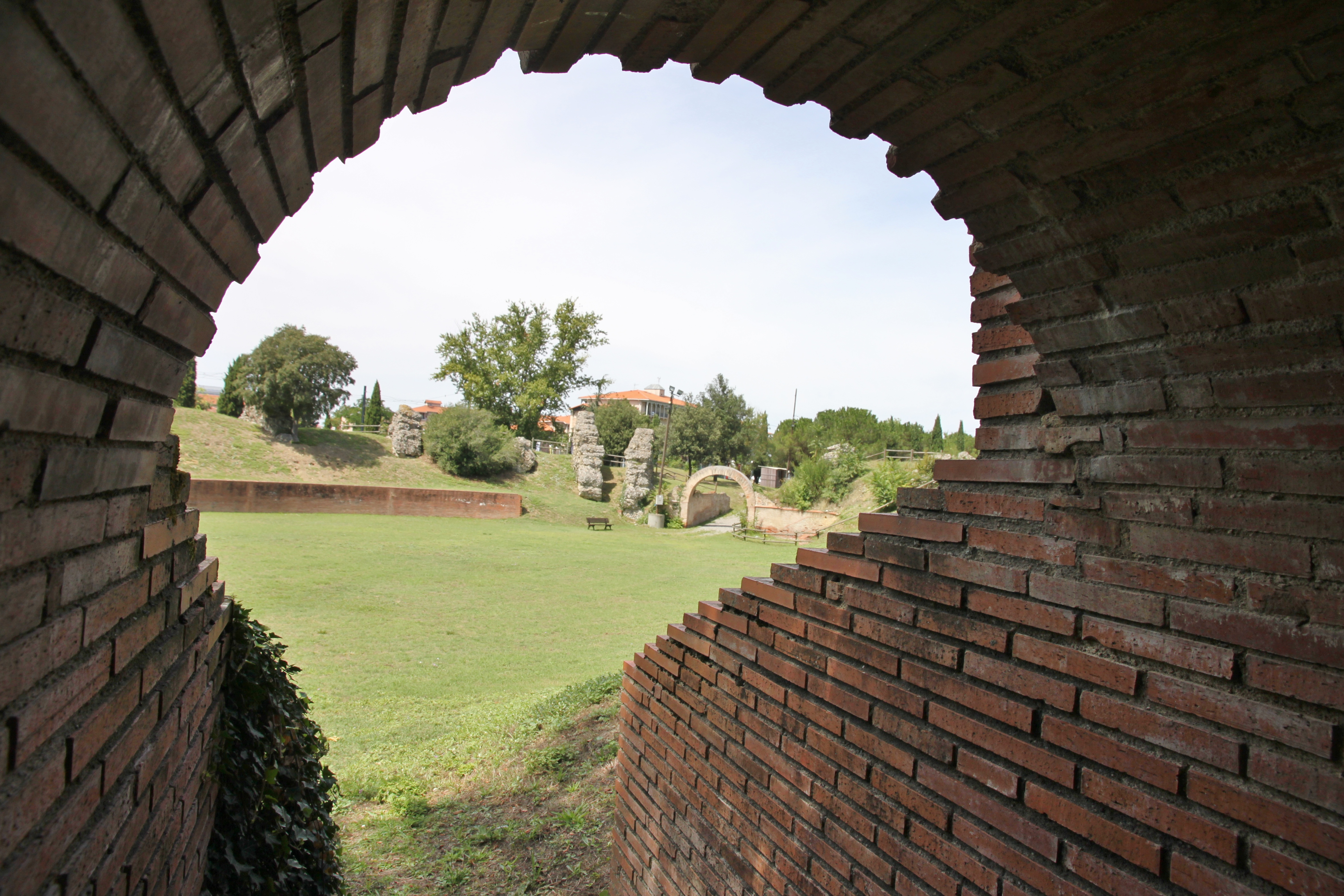
Les "arènes romaines" de Purpan-Ancely vues à travers un vomitoire restauré.

Construit entre l'an 40 et l'an 50 de notre ère, originellement de 7 000 places, il fut porté à 14 000 places au milieu du IIIe siècle. Son plan est classique, en ellipse, mais l'architecture est inattendue et démontre un souci d'économie. Sa structure est très différente des autres amphithéâtres de la Narbonnaise à l'époque (Arles, Nîmes) et rendue possible par la nature meuble du sol toulousain : l'arène est décaissée dans le sol argileux, ce qui diminue la hauteur totale de l'édifice, et les gradins (cavea) sont posés sur des talus de remblais. La structure est soutenue par des charpentes en bois, la brique n'est utilisée que pour le parement des façades intérieures et extérieures.  
Les dimensions n'en sont pas moins normales pour l'époque, avec une arène de 62 m de long pour 46 m de large, et des dimensions hors-tout de 115 m par 101 m.
Il est progressivement abandonné vers la fin du IVe siècle, notamment à cause de l'interdiction des combats de gladiateurs par les empereurs chrétiens.

#### Thermes d'Ancely
Il y avait trois ensembles de thermes, construits entre le milieu et la fin du Ier siècle. Les thermes du sud, les plus grands, s'étalaient sur 3 700 m2 et incluaient une natatio, un bassin à ciel ouvert de 19 m par 13 m. Ce sont les mieux connus des trois car les vestiges ont été préservés dans le sous-sol d'immeubles HLM construits au début des années 1970. 
Les thermes du centre couvraient seulement 250 m2 et étaient probablement des thermes privés ou réservés à une clientèle spécifique (femmes par exemple). Enfin les thermes du nord, accolés aux précédents, occupaient une superficie de 630 m2. Tous les thermes étaient approvisionnés en eau par les sources du plateau.

#### Temple de Saint-Michel-du-Touch
À la confluence du Touch et de la Garonne subsistent les fondations de ce qui était un temple romain. En l'absence de véritables fouilles cet édifice est mal connu. L'abbé Georges Baccrabère évoque un temple d'environ 30 m par 20 m datant du Ier siècle. Il est probable que ce temple ne comportait pas de portique et était une reprise d'un fanum gaulois préexistant. 

## Vie quotidienne

### Artisanat
Les artisans de Tolosa produisaient les objets de la vie quotidienne : lampes à huile, poteries, vaisselles, céramiques , bijoux ,clés ,outils ,épingles à cheveux.
L'exploitation minière est importante dans la région : à Milhas, mais aussi des carrières de calcaire antiques à Belbèze et à Roquefort-sur-Garonne et des carrières de marbre de Saint-Béat.

### Commerce

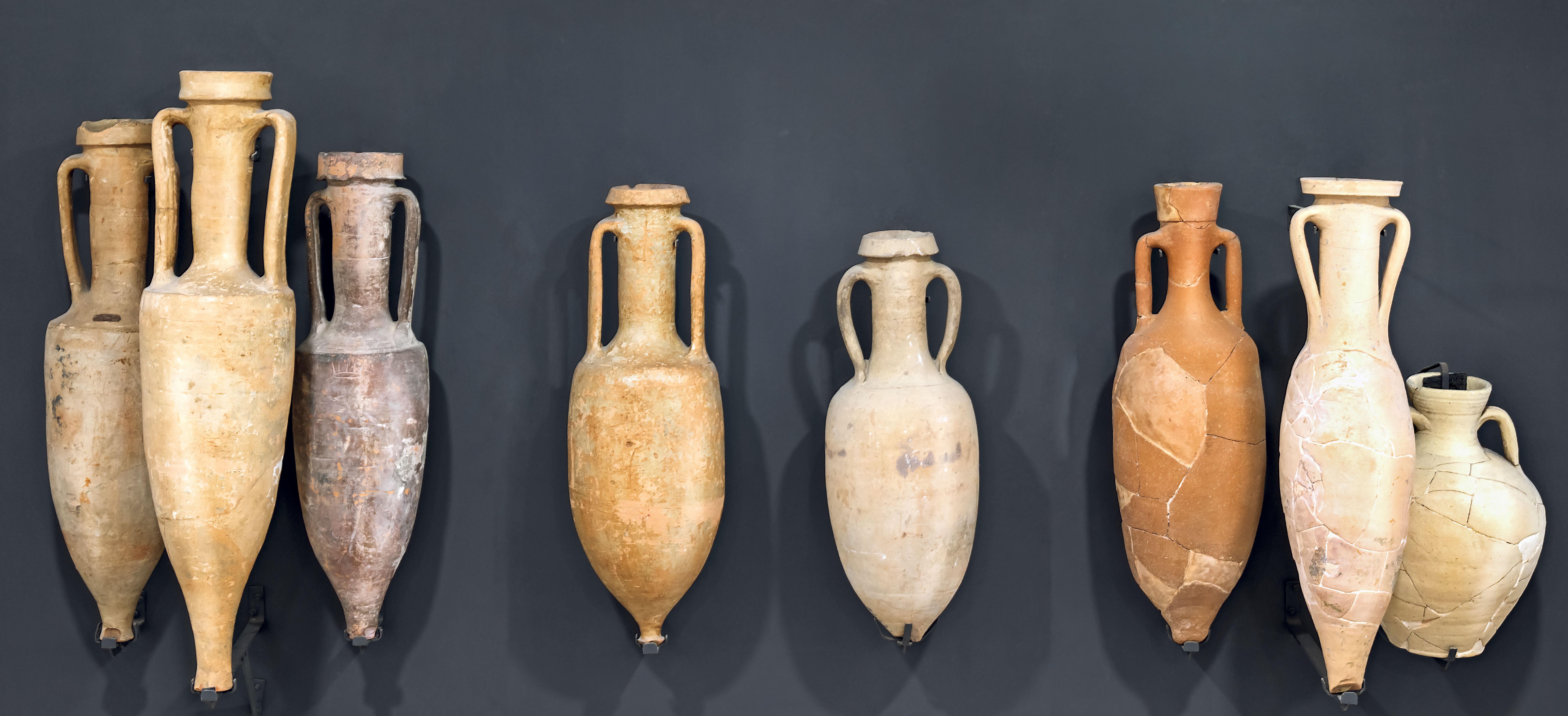
Amphores tirées d'un puits funéraire à Vieille-Toulouse (IIe siècle av. J.-C., musée Saint-Raymond.

Le premier commerce de Tolosa est, au Ier siècle av. J.-C., avant tout celui du vin italien. De nombreux tessons d'amphores retrouvés lors des fouilles témoignent de cette activité économique. Une partie importante des cargaisons est d'ailleurs consommée sur place, par les garnisons de soldats romains, mais aussi par les populations gauloises. Le restant est dispersé dans la région de Tolosa et vers l'Aquitaine. C'est d'ailleurs au sujet de la taxe (portorium) sur les vins vendus à Tolosa qu'un procès oppose vers 73 av. J.-C. les habitants de la ville au propréteur de la Narbonnaise, Marcus Fonteius, défendu par Cicéron dans son plaidoyer Pro Fonteio.
D’autres produits de luxe suivent les mêmes routes commerciales, de la vaisselle notamment. La région est riche grâce à la vente de produits agricoles et à la vente d’esclaves. La Garonne est utilisée pour le transport de marchandises sur des barges à fond plat en aval de Tolosa. Cette richesse commerciale et agricole fait de la ville, selon Pomponius Mela, la plus prospère de la Narbonnaise.

### Culture
Sur le plan culturel, Tolosa se distingue par son école de grec et de rhétorique, dont l'influence s'est fait sentir jusqu'au VIe siècle. Dans la première moitié du IVe siècle, Emilius Magnus Arborius est professeur de rhétorique à Tolosa, puis précepteur d'un des fils de l'empereur Constantin. Il est l'oncle d'Ausone (Decimus Magnus Ausonius), poète et précepteur de l'empereur Gratien, qui passe sa jeunesse et fait ses études à Tolosa.

## Religion

### Christianisation
Le IIIe siècle est marqué par le martyre de saint Saturnin, premier évêque de Toulouse en 250. On sait peu de chose de la première communauté chrétienne de Tolosa mais cet évènement est le premier connu de la conversion de la ville au christianisme. Saint Saturnin refusant le culte romain est condamné à être attaché au jarret d'un taureau. D'après la légende du saint (dont les circonstances du martyr sont considérées comme véridique par la communauté d'historiens), il est entraîné par la bête depuis le forum vers l'extérieur de la ville jusqu'à ce que la corde se rompe. C'est après avoir franchi les remparts de la ville par la porte de la Porterie (aujourd'hui située sur la place du Capitole), qu'elle se casse dans la campagne environnante, à l'emplacement, selon la tradition locale, de l'église Notre-Dame du Taur. Le souvenir de ce martyre et de cet emplacement sont matérialisés par le nom donné à la rue : la rue du Taur. Cette légende est aussi à l'origine du nom du quartier de Matabiau, c'est à cet endroit que les bouviers auraient tué le fameux taureau. Deux sœurs, les « saintes puelles » (puella signifie jeune fille en latin) se sont occupées d'ensevelir le corps de saint Saturnin à l'endroit où il est tombé,.

## Fouilles
Peu de traces ou de monuments romains sont parvenus jusqu'à nous. Un tronçon de rempart est visible place Saint-Jacques près du palais Niel et des restes de l'amphithéâtre de Purpan sont des témoins de cette époque. Cela s'explique en grande partie par le matériau principal des constructions romaines qu'est la brique. Contrairement à d'autres villes romaines construites en pierre de taille, Tolosa a été obligée d'utiliser l'argile de la vallée pour fabriquer des briques pour ses constructions. Or la brique est un matériau beaucoup plus facilement réutilisable que la pierre. Les nombreuses reconstructions successives ont été faites à partir et sur les anciens bâtiments romains. Aujourd'hui, la base des édifices romains et des aménagements urbains sont enfouis sous 3 à 5 m du pavé toulousain. Entre les années 1990 et 2007, la construction du métro de Toulouse a permis de faire avancer les connaissances sur l'antique Tolosa.